# Madeleine Careau
Madeleine Careau, née le 11 avril 1950 à Cap-de-la-Madeleine, est une gestionnaire culturelle québécoise. Elle gère l'Orchestre symphonique de Montréal (OSM) de 2000 à 2024.

## Formation et carrière
Madeleine Careau étudie en science politique à l'Université Laval. Elle amorce sa carrière dans le milieu culturel à l'Orchestre symphonique de Québec et au Festival d'été de Québec. En 1979, elle cofonde l'Association québécoise de l'industrie du disque, du spectacle et de la vidéo (ADISQ), un organisme majeur dans la promotion de la musique québécoise. Elle occupe ensuite plusieurs postes de direction, notamment à Télévision Quatre-Saisons, qu'elle cofonde avec Guy Fournier, ainsi qu'au Festival Juste pour rire, qu'elle dirige de 1987 à 1991. Elle travaille également au ministère de la Culture du Québec, où elle est d'abord directrice de cabinet du ministre Clément Richard, puis directrice adjointe du cabinet du premier ministre Pierre Marc Johnson. 
En 2000, elle est nommée cheffe de la direction de l'Orchestre symphonique de Montréal, poste qu'elle occupe jusqu'en 2024. Elle participe au recrutement de chefs d'orchestre prestigieux comme Kent Nagano et Rafael Payare.  Elle créé la Maison symphonique de Montréal en 2016 et le programme La musique aux enfants et l’embauche, en 2021.

## Prix et distinctions
Madeleine Careau a reçu plusieurs distinctions honorifiques en reconnaissance de sa contribution à la culture québécoise :
- En 2025, HEC Montréal lui décerne un Doctorat honoris causa pour souligner son influence durable sur les arts et la culture au Québec[7]
- Officière de l'Ordre de Montréal (2023), pour son rôle majeur dans l'épanouissement de la scène culturelle montréalaise[8]
- Prix Denise-Filiatrault (2022), remis dans le cadre des Prix du Québec, au titre de son parcours dans les arts de la scène[9]
- Prix de carrière de la Chaire de gestion des arts Carmelle et Rémi-Marcoux de HEC Montréal (2022), récompensant des gestionnaires ayant au moins 20 ans d'expérience[10]
- Ordre national du Québec (2021)[5]
- Ordre des arts et des lettres du Québec (2016)[11]